# Pacchetto link state
Un pacchetto link state è un pacchetto di informazioni generato da un router all'interno di un protocollo di routing link state contenente:
- lo stato di ogni link connesso al router;
- l'identità di ogni vicino connesso all'altro estremo del link;
- il costo del link;
- il numero di sequenza per il Pacchetto Link State;
- una checksum;
- un tempo di vita del pacchetto.